# فالنتينو بيتوني
فالنتينو بيتوني (23 مايو 1872 – 11 أبريل 1933) سياسي اشتراكي من مدينة ترييستي، تركّز نشاطه بشكلٍ أساسي في الإمبراطورية النمساوية المجرية. أقدمَ بيتوني باعتباره من أتباع الماركسية النمساوية وبوصفه مناضلًا في الحزب الديمقراطي الاجتماعي النمساوي، على معارضة كل من الوحدوية الإيطالية والقومية السلوفينية. وبرز كزعيم رئيس للحركة الاشتراكية في الساحل النمساوي في أوائل القرن العشرين. مثّل بيتوني ترييستي في المجلس الإمبراطوري، حيث أصبح معروفًا كنصير للديمقراطية الانتخابية، وكان بالإضافة إلى ذلك عضوًا في المجلس البلدي للمدينة. أسس بيتوني حركة تعاونية، كبادرة من بين عدة مشاريع تكفل التضامن بين الأعراق في الساحل النمساوي.
انعزل بيتوني بشكل متزايد بعد الحرب العالمية الأولى، ولم يساوم على المطالبة بالحكم الذاتي لمدينة ترييستي ضمن النمسا، ولا على المطالبة باستقلالها عن مملكة إيطاليا في النهاية. كان خصمًا بارزًا للفاشية الإيطالية، وعاش حياته اللاحقة في المنفى في فيينا. من مساهماته الأخيرة، كان أن عمل محررًا في صحيفةٍ ومناديًا بالعقيدة الاشتراكية النمساوية في فترة ما بين الحربين العالميتين.

## النشأة
ولد بيتوني في 23 مايو في عام 1872، في برازانو، وهي جزء من بلدية كورمون. كان والده تاجر نسيج. انتقلت العائلة خلال سني طفولته إلى مدينة ترييستي. ودرس في أكاديمية التجارة في ترييستي وعمل مع والده في تجارة النسيج. تعاطف بيتوني مع التحريرية الوحدوية خلال فترة شبابه. واستُدعي للخدمة العسكرية في الجيش النمساوي المجري، وسُرّح برتبة ملازم ثاني.
انضمّ بيتوني في وقت لاحق إلى جمعية عمال ترييستي التي على الرغم من الاسم الذي تحمله، كانت عبارة عن مجموعة قومية معتدلة مع قلة من الأعضاء الاشتراكيين فقط. في عام 1896، أقام بيتوني صداقة مع الزعيم الاشتراكي النمساوي فيكتور أدلر، الذي دعاه للانضمام إلى الحزب الديمقراطي الاجتماعي النمساوي في العام ذاته. تأثر بيتوني بشدة على مدى السنوات العشرين التالية، بالخط الأيديولوجي للماركسية النمساوية لأدلر. وضغط من أجل تحويل الإمبراطورية النمساوية المجرية إلى اتحادٍ دانوبي من القوميات غير الإقليمية. وعارض بيتوني بوصفه أمميًا راسخًا أي تحركات إيطالية تحريرية وحدوية. فبالنسبة له، قد روج الإيطاليون للتحريرية الوحدوية من أجل إضعاف وحدة الطبقة العاملة. ومع ذلك، لم يكن لدى بيتوني وحركته، سوى اتصالات هامشية مع الجيران السلوفينيين، لا سيما وأن بيتوني استاء من القومية السلوفينية وعارض الادعاءات السلافية بشأن ترييستي (أو «السلافية الحضرية»).
انضم بيتوني إلى الرابطة الاشتراكية الديمقراطية، وهي فرع من الحزب الديمقراطي الاجتماعي النمساوي في مدينة ترييستي، وبحلول عام 1902، شارك في الوساطة بين الاشتراكيين والعمل المُنَظَّم. في ذلك العام، ساعد بيتوني الزميل الاشتراكي البارز كارلو أوسيكار في توجيه إضراب مُشعلي لويد النمساوي، لكنه فقد السيطرة عليه لصالح المحرضين الفوضويين. انتهى الإضراب بإراقة الدماء. كانت السلطات متساهلة مع الاشتراكيين، ومستعدة لإلقاء اللوم في الإضراب على الفوضويين، لكنها حرصت على تحذير بيتوني من الإذعان في المستقبل.
في وقت لاحق من ذلك العام، توفي الزعيم أوسيكار؛ تنافس بيتوني على المنصب وفاز به كزعيم للرابطة الاشتراكية الديمقراطية. مع وجود بيتوني على رأس القيادة، اقترب الاشتراكيون في ترييستي من مركز الماركسية النمساوية، ونظموا مظاهرات مناهضة لحرب 1905 وللتحريرية الوحدوية، تزامنت مع الإطلاق الرسمي لبارجة صاحب الجلالة الأرشيدوق فرديناند ماكس.